# 샤린 이

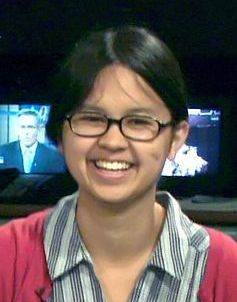
2009년 모습

샬린 이(Charlyne Yi, 영어 발음: /ˈʃɑːrlɪn/, 1986년 1월 4일~)는 미국의 배우, 희극인, 음악가, 제작자, 각본가, 연극 연출가이다. 필리핀, 멕시코, 한국 혈통이다.
로스앤젤레스에서 태어났다.

## 출연 작품

### 영화
- 올 어바웃 스티브 (2009) - 젊은 시위대 역
- 디스 이즈 40 (2012)
- 더 디제스터 아티스트 (2012)
- 세컨드 액트 (2018)

### 텔레비전
- Love Bites (2011)
- 하우스 (2011-12)